# Holden Adventra
Holden Adventra – samochód osobowy typu crossover SUV produkowany w latach 2003-2006 przez australijską firmę Holden. Była to konstrukcja oparta na Holdenie Commodore kombi z tych samych lat, główną różnicą jest jednak użycie napędu AWD w miejsce tylnego.
Sprzedaż modelu nigdy nie osiągnęła założeń Holdena, dużo większy sukces odniósł Ford Territory. Następcą został pochodzący z Korei Południowej (GM Daewoo) model Captiva.
Pierwsza generacja modelu oparta została na Holdenie VY Commodore. Dostępna była w dwóch wersjach wyposażenia, CX8 i LX8. Jako źródło napędu służył benzynowy silnik V8 5.7 o mocy 320 KM (235 kW), połączony był on z 4-biegową przekładnią automatyczną.
Pod koniec 2004 roku wprowadzono drugą generację modelu. Dostępna była w czterech wariantach wyposażenia: SX6, CX6, LX6, i LX8. Podstawową jednostką napędową był motor V6 3.6 Alloytec. Moc silnika V8 5.7 dla topowej wersji wzrosła do 340 KM (250 kW).

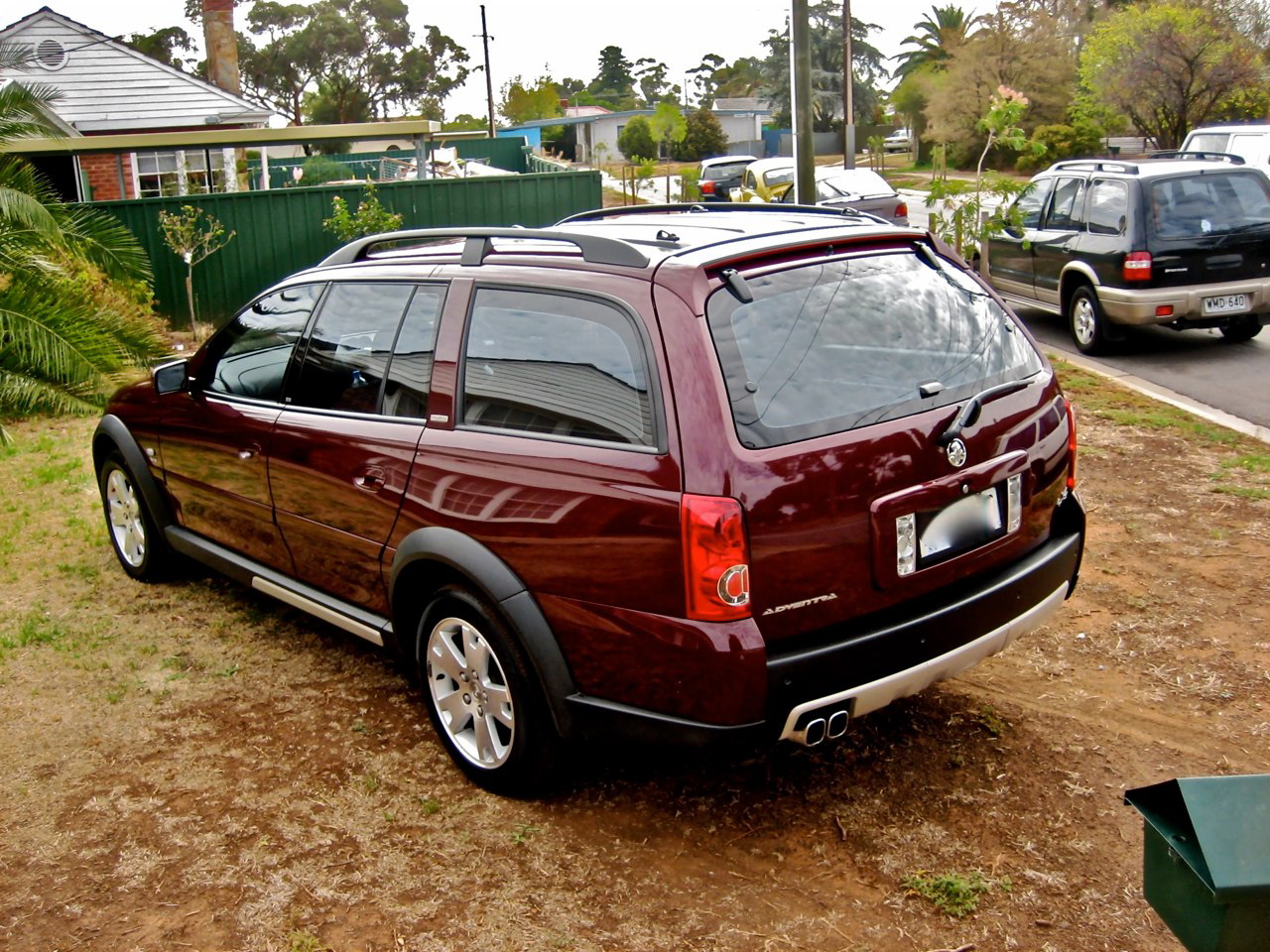
Holden VY Adventra
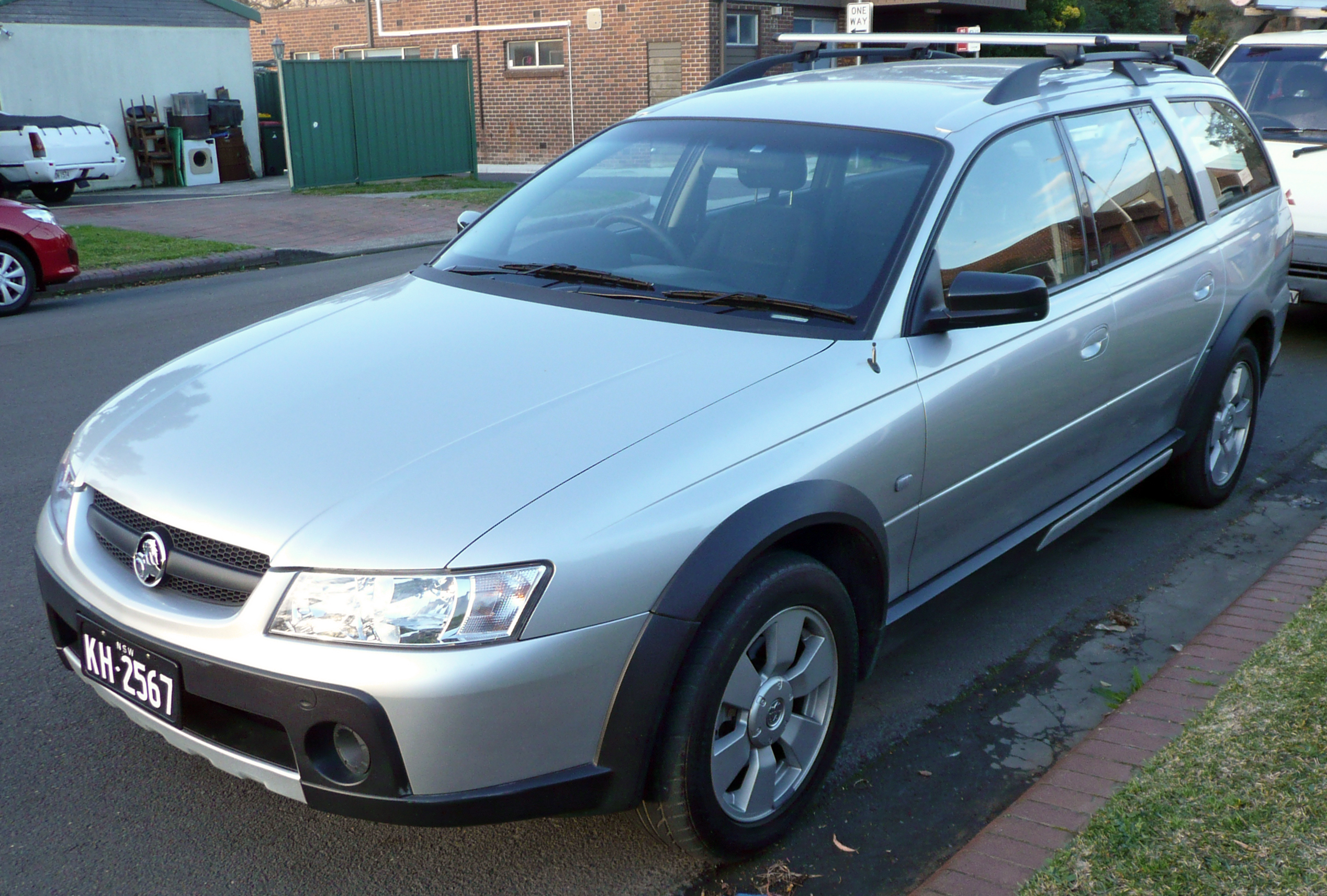
Holden VZ Adventra